# Eragrostis kohorica
Eragrostis kohorica là một loài thực vật có hoa trong họ Hòa thảo. Loài này được Quézel mô tả khoa học đầu tiên năm 1957.